# Claypole (Argentyna)
Claypole – miasto w Argentynie, w prowincji Buenos Aires w Partido Almirante Brown. Jest częścią aglomeracji Wielkiego Buenos Aires. Znajduje się 26 km od Buenos Aires. W 2010 r. miasto zamieszkiwało 41 tys. mieszkańców.

Nazwa miasta pochodzi od nazwiska właściciela ziemi, Pedro Claypole, który przekazał ją pod budowę stacji kolejowej. Data przyjazdu pierwszego pociągu 15 kwietnia 1884 r. przyjmowana jest za datę założenia miasta.

W mieście działa klub piłkarski Club Atlético Claypole.